# Стефано Мадерно

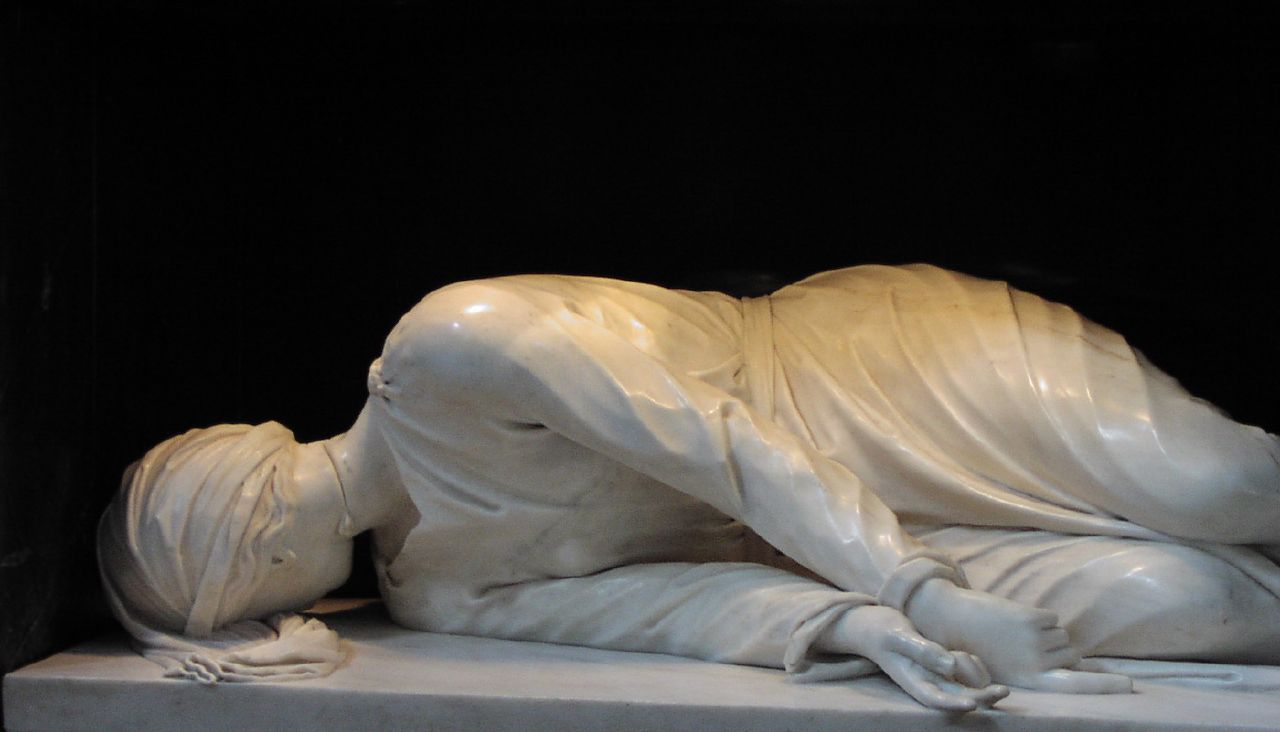
Санта Чечілія, церква Санта Чечілія ін Трастевере, Рим

Стефано Мадерно — (*1575 у Палестрині — † 17 вересня 1636, Рим) — італійський скульптор.
Мадерно був автором численних скульптур. За їх взірець він брав античні роботи. Його роботи позначають перехід від ренесансу до бароко. Найбільш відомою роботою майстра є скульптура святої Цецилії (Чечилії) — тіло якої він побачив під час відкриття саркофагу у 1599 році. Скульптура знаходиться у церкві Санта Чечілія ін Трастевере.

## Твори
- Святий Никодим з тілом Христа[недоступне посилання з травня 2019]
- Геркулес із Телефосом[недоступне посилання з травня 2019]
- Лаокон[недоступне посилання з травня 2019]